# Romain Febvre
Romain Febvre   (Épinal, 31 de desembre de 1991) és un pilot de motocròs francès que competeix al Campionat del Món de motocròs des del 2012. El 2015 va guanyar el mundial a la categoria màxima, MXGP, i va formar part de la selecció francesa que guanyà el Motocròs de les Nacions (repetí aquest darrer èxit els dos anys següents i el 2023). Al llarg de la seva carrera, Febvre ha guanyat 21 Grans Premis, a més d'un Campionat d'Europa de 125cc (2011) i un dels Països Baixos de MX2 (2014).

## Trajectòria esportiva
Romain Febvre va començar a competir en motocròs i Supermoto de ben jove, guanyant el campionat de França de Supermoto de 125 cc el 2007. El 2011 va guanyar el campionat d'Europa de motocròs de 125cc i l'any següent, 2012, va debutar a la categoria MX2 del campionat del món. El seu millor resultat en aquesta va ser el tercer lloc final al 2014, mentre pilotava per a l'equip Wilvo Nestaan de Husqvarna. De cara a la temporada següent, fitxà per l'equip de fàbrica de Yamaha, dirigit per Michele Rinaldi, per a disputar la categoria MXGP. Va aconseguir-hi el títol a la primera, amb tretze victòries de mànega.
A finals del 2019, Febvre va deixar Yamaha i va signar amb Kawasaki, amb la qual continua corrent actualment.

## Palmarès al Campionat del Món
A 1 de desembre de 2024
Font:
| Any  | Motocicleta | MX1  | MX2 |
| ---- | ----------- | ---- | --- |
| 2012 | KTM         | -    | 13è |
| 2013 | KTM         | -    | 12è |
|      |             | MXGP |     |
| 2014 | Husqvarna   | -    | 3r  |
| 2015 | Yamaha      | 1r   | -   |
| 2016 | Yamaha      | 4t   | -   |
| 2017 | Yamaha      | 6è   | -   |
| 2018 | Yamaha      | 6è   | -   |
| 2019 | Yamaha      | 9è   | -   |
| 2020 | Kawasaki    | 4t   | -   |
| 2021 | Kawasaki    | 2n   | -   |
| 2022 | Kawasaki    | 14è  | -   |
| 2023 | Kawasaki    | 2n   | -   |
| 2024 | Kawasaki    | 5è   | -   |

#### Resultats per Gran Premi
(Llegenda)
| Any Campionat | Rda 1 | Rda 2 | Rda 3 | Rda 4 | Rda 5 | Rda 6 | Rda 7 | Rda 8 | Rda 9 | Rda 10 | Rda 11 | Rda 12 | Rda 13 | Rda 14 | Rda 15 | Rda 16 | Rda 17 | Rda 18 | Rda 19 | Rda 20 | Posició mitjana | % Podis | Posició |
| ------------- | ----- | ----- | ----- | ----- | ----- | ----- | ----- | ----- | ----- | ------ | ------ | ------ | ------ | ------ | ------ | ------ | ------ | ------ | ------ | ------ | --------------- | ------- | ------- |
| 2014 MX2      | 3     | 5     | 7     | 5     | 5     | 2     | 4     | 5     | 4     | 6      | 5      | 5      | 6      | 4      | 4      | 1      | 4      | -      | -      | -      | 4,41            | 18%     | 3r      |
| 2015 MXGP     | 6     | 4     | 7     | 4     | 7     | 3     | 3     | 1     | 1     | 1      | 1      | 3      | 1      | 3      | 1      | 2      | 1      | 1      | -      | -      | 2,77            | 72%     | 1r      |
| 2016 MXGP     | 2     | 1     | 1     | 4     | 2     | 3     | 5     | 2     | 6     | 1      | OUT    | OUT    | 3      | 13     | 3      | 9      | 7      | 15     | -      | -      | 4,81            | 56%     | 4t      |
| 2017 MXGP     | 5     | 18    | 5     | 9     | 13    | 8     | 13    | 5     | 6     | 6      | 4      | 4      | 6      | 8      | 4      | 2      | DNF    | 2      | 4      | -      | 7,00            | 11%     | 6è      |
| 2018 MXGP     | 5     | 5     | 4     | 4     | 4     | 4     | 11    | 5     | 3     | 5      | 5      | 3      | 16     | 4      | 4      | 2      | 5      | OUT    | OUT    | OUT    | 5,11            | 18%     | 6è      |
| 2019 MXGP     | 12    | OUT   | OUT   | OUT   | 8     | 3     | OUT   | 5     | 2     | 8      | 2      | 13     | 1      | 2      | 7      | 10     | OUT    | OUT    | -      | -      | 6,08            | 42%     | 9è      |
| 2020 MXGP     | OUT   | OUT   | 3     | 5     | 5     | 4     | 5     | 5     | 6     | 1      | 6      | 3      | 4      | 4      | 2      | 9      | 3      | 2      | -      | -      | 4,01            | 38%     | 4t      |
| 2021 MXGP     | 3     | 4     | 5     | 3     | 5     | 1     | 4     | 4     | 4     | 3      | 3      | 2      | 4      | 4      | 3      | 3      | 2      | 3      | -      | -      | 3,33            | 56%     | 2n      |
| 2022 MXGP     | OUT   | OUT   | OUT   | OUT   | OUT   | OUT   | OUT   | OUT   | OUT   | OUT    | 5      | 4      | 19     | 4      | 4      | 7      | 4      | 3      | -      | -      | 6,25            | 13%     | 14è     |
| 2023 MXGP     | 4     | 7     | 3     | 7     | 2     | OUT   | 2     | 3     | 5     | 1      | 1      | 1      | 1      | 1      | 2      | 1      | 2      | 9      | 3      | -      | 3,06            | 72%     | 2n      |
| 2024 MXGP     | 2     | 3     | 5     | 2     | 2     | 3     | 2     | OUT   | OUT   | OUT    | OUT    | OUT    | 6      | 3      | 4      | 5      | 5      | 4      | 2      | 4      | 3,47            | 53%     | 5è      |